# Villa Louvigny

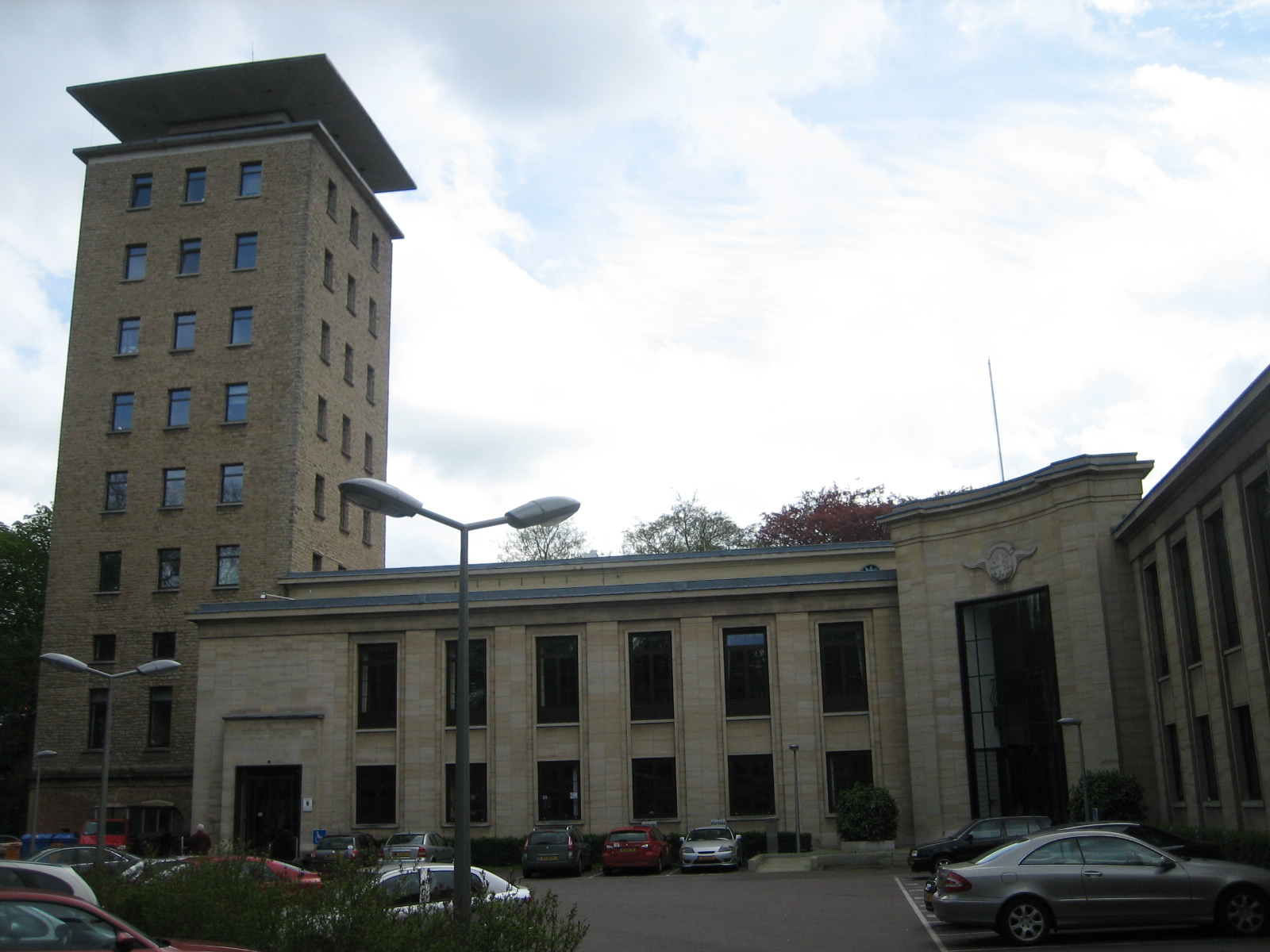
Villa Louvigny (2008)

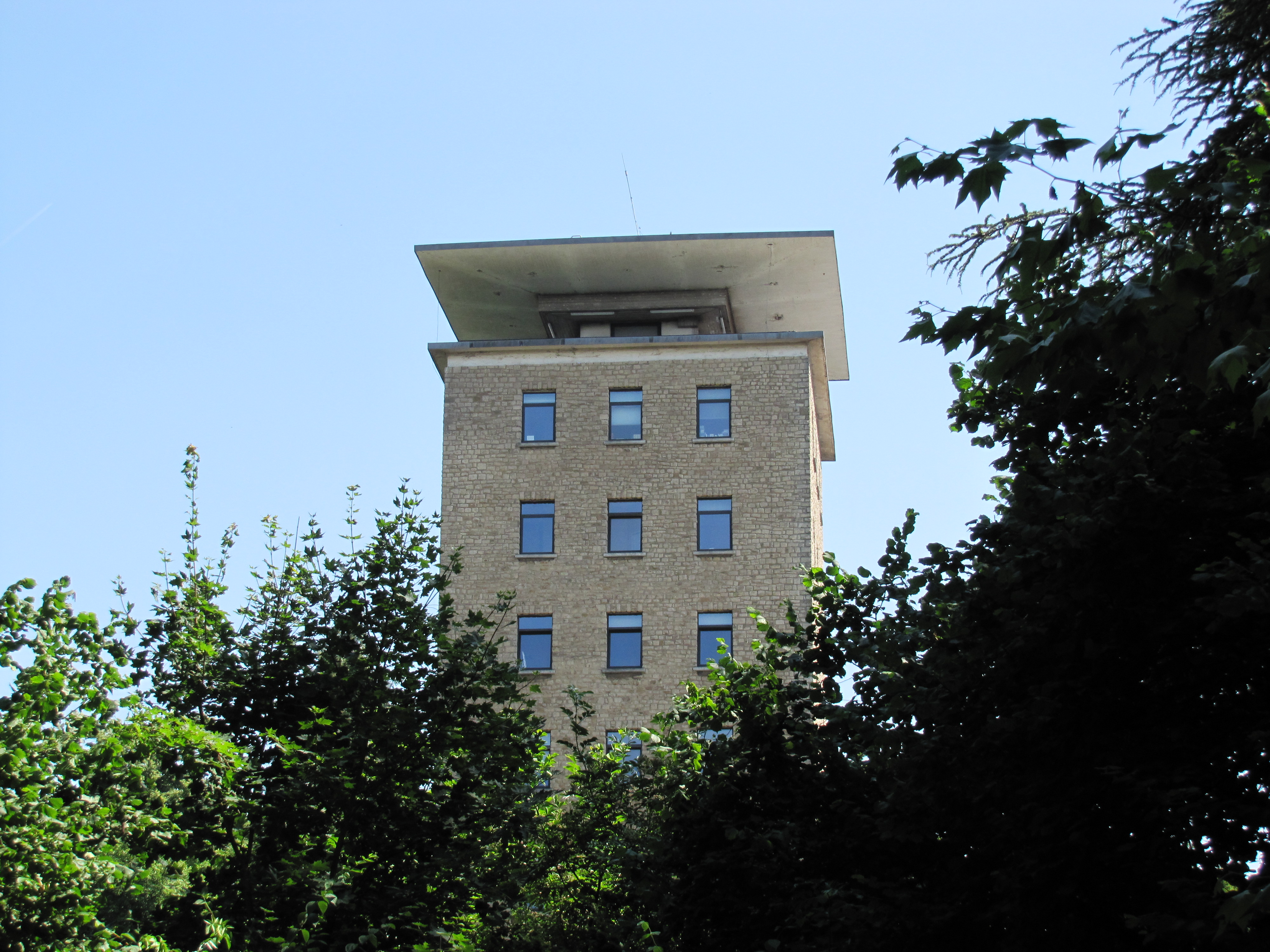
Torre Villa Louvigny, Cidade do Luxemburgo

Villa Louvigny é um edifício da cidade do Luxemburgo, no sul do Luxemburgo, que serviu de sede da Compagnie Luxembourgeoise de Télédiffusion, o precursor da RTL Group. Está localizado no Parque Municipal, no bairro Ville Haute do centro da cidade. 
Villa Louvigny sediou o Festival Eurovisão da Canção duas vezes, em 1962 e 1966.